# Церковь Святой Екатерины (Феодосия)
Архиерейское Подворье Храма Святой Великомученицы Екатерины находится в городе Феодосия по улице Федько, дом 95.

## История
21 апреля 1892 года, в день рождения императрицы Екатерины II, была произведена закладка церкви во имя святой Екатерины.
Возведение церкви происходило на пожертвования жителей города. Около трёх тысяч рублей выделил обер-прокурор. Большую сумму денег на строительство пожертвовал известный доктор математических наук — В. И. Лапшин. Торговцы города обеспечили строительными материалами, а рабочий народ бесплатно работал в выходные дни. В комитет по строительству входили первые люди города: Михаил Иванович Алтухов, Николай Александрович Иваницкий, Василий Ксенофонтович Виноградов. Помощь в возведении этого святого места оказали доктор математики Василий Иванович Лапшин и инженер, основатель железной дороги в Феодосии — Николай Павлович Меженин. Храм Святой Екатерины является примером культового русского зодчества. При его строительстве соблюдены все архитектурные традиции XVII века.
Свято-Екатерининская церковь продолжила архитектурные традиции XVII века. В основе её плана — греческий крест, стены на высоком цоколе по углам разделены колоннами. Обрамлённый портиком вход расположен на западной стороне, над входом — изящная звонница. Верх здания опоясан системой кокошников, а купол составлен из пяти небольших куполов.
Входом в церковь служит портик с небольшой звонницей, украшенной невысокими, расширенными посередине, колоннами. Над церковью возвышаются пять небольших куполов, окрашенных в синий цвет и усыпанных звёздами. Кокошники разных размеров украшены резным узором.
С 1901 года в церкви Святой Екатерины в Феодосии настоятелем служил священник Андрей Косовский, которого в 20-х годах прошлого столетия арестовали прямо во время богослужения. А позднее расстреляли — по обвинению в антисоветской деятельности.
В 2000 году отец Андрей Феодосийский был причислен к лику святых.
В 1937 году церковь была закрыта и превращена в склад. В годы войны (1941) немецкие войска, оккупировавшие территорию Феодосии, начали восстановление церкви. Именно с этих пор храм считается действующей церковью в Крыму. С тех пор является одной из немногих действующих церквей в Крыму. Одним из священников послевоенной поры был отец Макарий. Его имя встречается в воспоминаниях Анастасии Цветаевой.

## Современная церковная жизнь
В конце 90-х в честь святого Иоанна Крестителя к церкви был пристроен храм, где находилось помещение для воскресной школы и крестильня. В 2002 году в церкви произвели капитальный ремонт. В этот период времени построили целый комплекс:
- помещение для воскресной школы;
- библиотека;
- кабинет методиста;
- гостиница.

Совсем недавно здесь был построен ещё один храм, в котором находится крестильня для полного погружения. Для верующих, приехавших полюбоваться красотами Феодосии, найдется и гостиница при храме. Четверть века являлся настоятелем церкви Отец Алексей (Свитанский). В 2015 году назначен новый настоятель протоиерей Вадим (Синичкин).
В церкви действует Воскресная школа для казаков Феодосии
19 июня 2016 года на территории Свято-Екатерининского храма города Феодосия состоялось первое занятие воскресной школы Городского казачьего общества «Станица Феодосийская».
Часовня блаженной Ксении Петербургской открыта на территории феодосийского Архиерейского подворья святой великомученицы Екатерины 6 февраля 2018 года по многочисленным просьбам православных феодосийцев и с благословения митрополита Платона. В Феодосийско-Керченской епархии пока нет храмов этой святой.